# Kuno Stierlin
Kuno Stierlin (Ulm (Baden-Württemberg), 30 augustus 1886 – Düsseldorf, 26 augustus 1967) was een Duits musicus, van belang voor het muziekleven in Twente gedurende het interbellum.

## Leven
Hij was zoon van een actrice Fides von Koffka en bas Johann Gottfried Adolf Stierlin. Vader was ook bekend omdat hij de oprichter was van de Muziekschool in Münster. Hijzelf was getrouwd met Hildegard (achternaam onbekend), die om het levensonderhoud te voorzien pianoles gaf. 
Kuno kreeg zijn opleiding aldaar van zijn vader en verder aan het Conservatorium van Würzburg bij Max Reger met wie hij ook op het concertpodium zat. Stierlin was in basis dirigent voor de operas. Hij stond ook onder meer voor de Berliner Philharmoniker. Hij was als operadirigent werkzaam in Münster (gaf daar ook les), Elberfeld en Dortmund voordat hij zich in 1919 in Nederland vestigde. Hij werd (kerk)koordirigent in Hengelo (Overijssel) als ook organist van de Sint-Antoniuskerk in Oldenzaal, alwaar hij ook Harmonie St-Joseph leidde. Hij woonde daarbij onder meer in Enschede, maar was wel leider van het Oldenzaals Symfonie Orkest. In 1938 vertrok hij, nadat hij zijn positie in het Twentse muziekleven verloren had (zie onder) terug naar Duitsland en werkte in (opnieuw) Münster (hij werd dirigent van de Sturmabteilung), Mesum, Warendorf en Düsseldorf, maar Tubantia bleef hem volgen. 
Twee leerlingen van hem raakten bekend in de Nederlandse muziekwereld: violist Jan Bleumers en componist/pedagoog Harry Mayer.
Hij componeerde werken binnen de laat-romantische stijl, maar veel gingen verloren tijdens een bombardement op Münster tijdens de Tweede Wereldoorlog (1944). In 1967 waren nog bekend:
- opera Sein Lied
- opera Die Deutschen kleinstädten
- opera Der Bár (libretto Ludwig Uhland
- volksopera Der Berggeist
- volksopera Aladdins Wunderlampe
- Fantasie over het Wilhelmus, uitgevoerd door de Koninklijke Militaire Kapel onder leiding van Coenraad Lodewijk Walther Boer
- suite Aufruhr in Delden
- Sinfonia Passionis I en II
- concert voor altviool en orkest
- trilogie Stephana Schwertner op tekst van Erica Handel-Mazzetti (een drie uur durend stuk voor solisten, koor, orgel en orkest.
- requiem

Zijn Symphonia paasionis werd in 1935 uitgevoerd in het Concertgebouw; Hubert Cuypers leidde het werk in een uitvoering van het Concertgebouworkest, Laurens Bogtman, Willem Doortmont, Herman Hulsman, Lucien Louman, de componist (tenor, declamator) en de Koninklijke Christelijke Oratorium Vereniging.
Het Twentsch Dagblad Tubantia omschreef hem in 1964 als roemrucht en veelomstreden.

## Straatnaam
Rond 1978 vernoemde de gemeente Hengelo een straat naar hem in de wijk Hasseler Es. Een aantal jaren later kwam Simon Wiesenthal erachter dat de familie Stierlin in 1938 lid was geworden van de Nederlandse afdeling van de Nationaalsocialistische Duitse  Arbeiderspartij; soms de nazi-vlag toonde en antisemitische uitspraken deed. De gemeente besloot daarop eind 1984 de Kuno Stierlinstraat een andere naam te geven. Het betekende ook dat een portret van hem uit het plaatselijk concertgebouw werd verwijderd en teruggegeven aan de familie.  De straat werd omgedoopt in de Rachmaninofstraat. Münster heeft nog wel een Stierlinstrasse, deze is echter vernoemd naar zijn vader (Adolf Stierlin).